# Sylvia Day

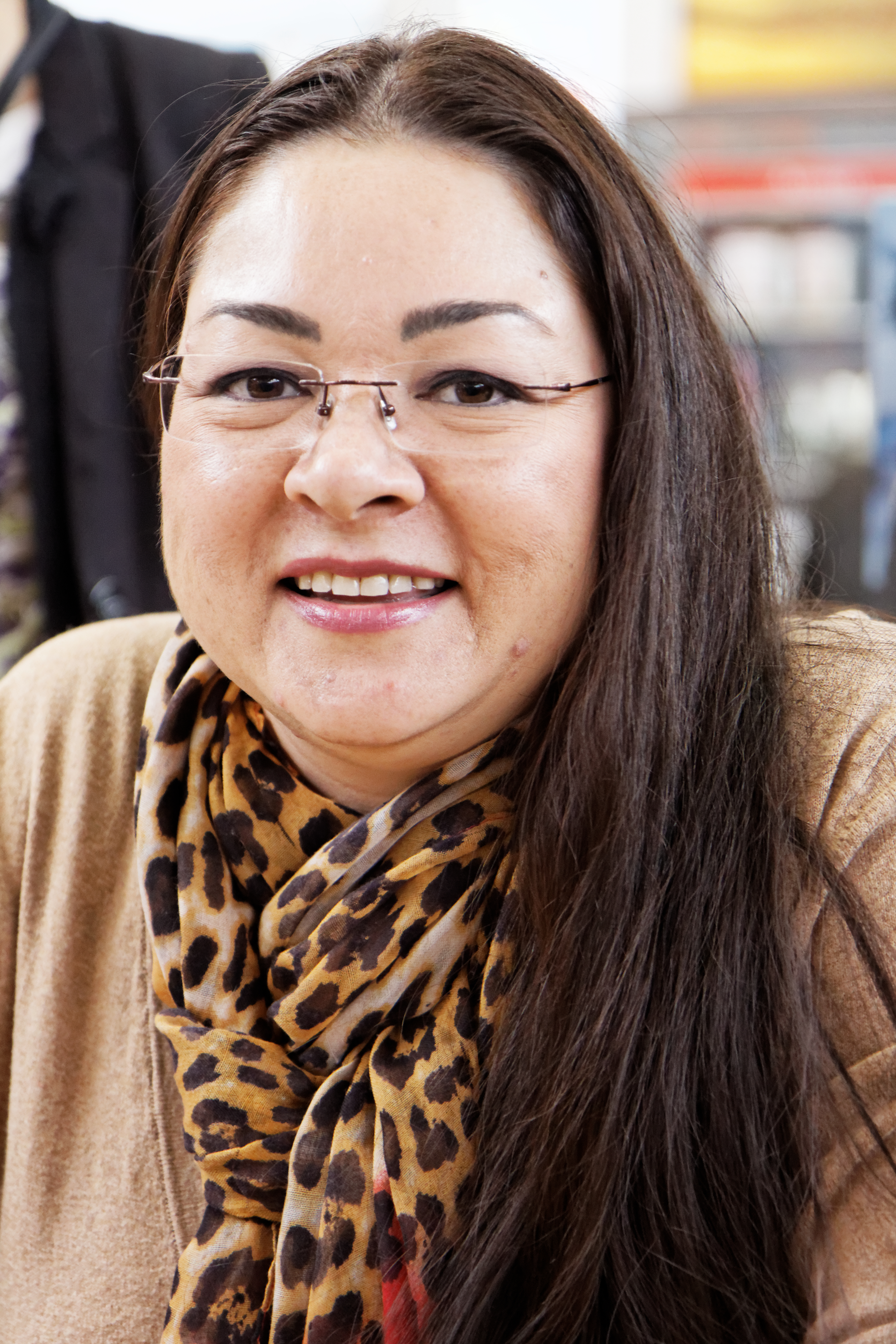
Sylvia Day

Sylvia June Day, född 11 mars 1973 i Los Angeles, är en amerikansk författare. Hon skriver också under pseudonymerna S.J. Day och Livia Dare.
Under oktober 2012 låg Day rankad som världens mest säljande författare på Amazons författarindex. Hennes första bok som publicerades på svenska, Synda, gavs först ut i e-boksform som serialized fiction i november 2012.

## Biografi
Day arbetade tidigare som rysk lingvist för den amerikanska armén. 
Hon var en av grundarna för Passionate Ink, en intressegrupp inom Romance Writers of America, och hon har verkat vid Romance Writers of Americas Board of Directors sedan 2009 där hon också verkat som dess ordförande. Day har i egenskap av författare mottagit flera priser som EPPIE Award, the National Readers' Choice Award, och ett flertal nomineringar för Romance Writers of America's RITA Award.

## Priser
- 2010 Readers' Crown Award Winner (två utnämningar)
- 2009 National Readers Choice Award Winner
- 2009 Romantic Times Magazine Reviewers' Choice Award Nominee
- 2008 National Readers' Choice Award Winner
- 2008 Romantic Times Magazine Reviewers' Choice Award Winner
- 2008 RITA Award nominee
- 2007 Romantic Times Magazine Reviewers' Choice Award nominee
- 2007 RITA Award nominee